# Julie de Lespinasse
Jeanne Julie Éléonore de Lespinasse (Lyon, 9 november 1732 - Parijs, 23 mei 1776), was een Franse salonnière en schrijver van mémoires. Haar salon was een trefpunt voor de schrijvers van de Encyclopédie. 
Julie de Lespinasse was een leidende figuur in de Parijse salons van de jaren 1760 en 1770. Zonder fortuin of status wist ze zichzelf niettemin met haar salon te vestigen in het centrum van het culturele leven, dat reeds werd  gedomineerd door haar mentoren, Madame du Deffand en Madame Geoffrin. Haar hechte vriendschap met d'Alembert hielp haar om verlichte gasten van andere salons aan te trekken. Denis Diderot voerde haar op als een personage in zijn filosofische dialoog Le Rêve de d'Alembert (1769).
Ze schreef in de periode 1773-1776 brieven aan de comte de Guibert, die nu als een kroniek van een ongelukkige liefde worden gelezen. Daardoor is ze niet alleen bekend als een achttiende-eeuwse verlichte, intelligente en scherpzinnige bezieler van een salon, maar ook als een gepassioneerde, waanzinnig jaloerse, zelfdestructieve geliefde van deze graaf.